# Halabja
Halabja (in arabo حلبجة‎?, Halabja; ufficialmente Helebce in curdo) è una città del Kurdistan iracheno, parte del governatorato di Halabja. Si trova a circa 240 km a nord-est di Baghdad ed a circa 15 km dal confine iraniano.
La città è nota per l'attacco chimico subito nel 1988 durante la guerra Iran-Iraq dove persero la vita tra 3 200 e 5 000 e furono feriti tra 7 000 e 10 000 cittadini in quello che è stato giudicato un crimine contro l'umanità.